# Telón de Acero (álbum)
Telón de Acero es el segundo álbum de la banda de heavy metal madrileña Muro. Salió en 1988 y, dado que el debut de la banda se produjo en directo, Telón de Acero es su primer álbum grabado en un estudio. Se mezcló y grabó en los estudios M-20 de Madrid, fue producido por la propia banda y contó con los ingenieros Kiko y Carlos Martínez.
Debido a la marcha del batería Juan Ramón Ruiz "Lapi" en 1991, este sería el último álbum de la banda con la formación clásica, hasta que los mismos músicos volvieron a juntarse en 2009 para una serie de conciertos y para grabar en el 2013 el trabajo El Cuarto Jinete.

## Lista de temas
- Todos los temas están escritos por S. Solórzano y J.M. Navarro.

1. "Telón de Acero" – 3:48
2. "Extraño Poder" – 2:58
3. "Holocausto" - 4:42
4. "Epílogo" – 4:02
5. "Juicio Final" – 3:23
6. "La Maldición de Kcor" – 3:22
7. "No Aguanto Más" – 3:21
8. "Solo en la Oscuridad" – 5:29

## Créditos
- Silverio Solórzano "Silver" - Voz
- José Manuel Navarro "Largo" - Guitarra, coros
- Julio Rico "Julito" - Bajo, coros
- Juan Ramón Ruiz "Lapi" - Batería